# Farga catalana

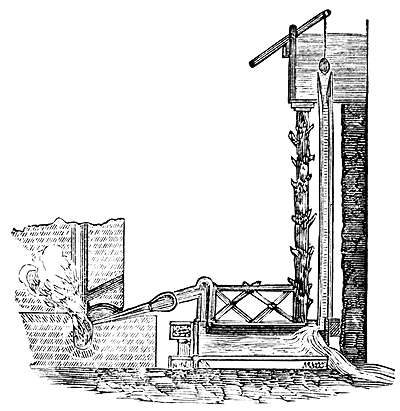
Esquema d'una farga catalana. A la dreta el sistema de trompa d'aigua i a l'esquerra el forn.

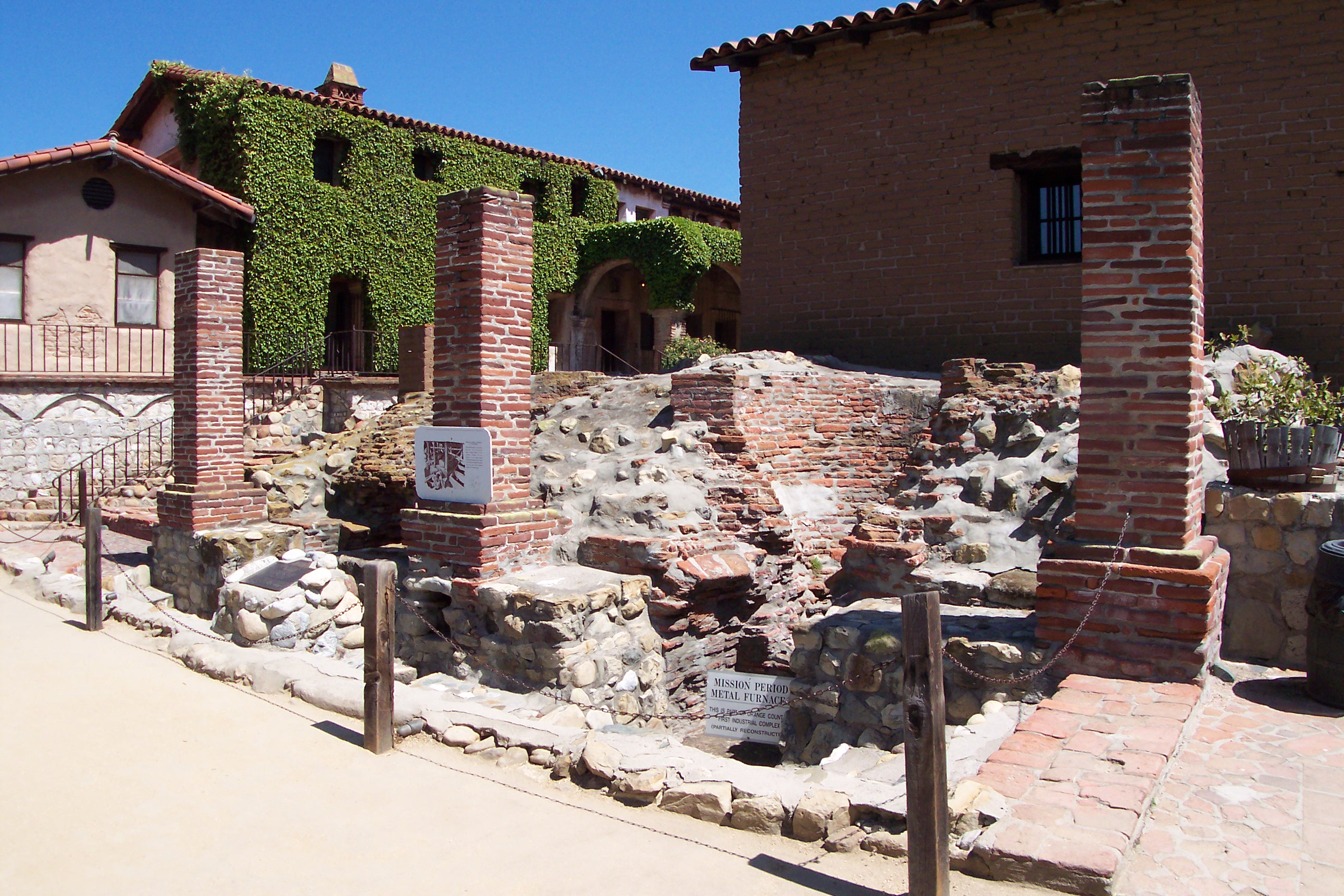
Restes de dues fargues catalanes del a la Missió de San Juan Capistrano (Califòrnia, Estats Units)

La farga catalana era un tipus de forja, l'establiment on es produïa ferro pel procediment de reducció del mineral conegut com a «procediment català».
La farga catalana estava formada per diverses parts. En primer lloc tenia un forn, on es cremava carbó vegetal o troncs, que podia arribar a uns 1000 graus Celsius.
D'altra banda, tal com indicava Pere Molera i Solà a La farga (1980), cal distingir entre la farga catalana i la forja (per compressió) o la fornal (en què es barreja la peça metàl·lica amb el combustible).
En segon lloc té una trompa d'aigua, que és el sistema d'alimentació d'aire utilitzat a la farga. Un canal alimenta un tub vertical que presenta una disminució en la secció just després de la qual trobem uns petits forats que permeten l'entrada d'aire. Arribant a la caixa dels vents, l'aigua i l'aire que cauen barrejats dins del tub se separen aquí. L'aigua surt per un petit forat situat al fons de la caixa, mentre que l'aire sota l'efecte de la pressió passa per la tovera directament al cor del forn. Així, la combustió del carbó es manté dins del forn a una temperatura d'uns 1000 graus Celsius desitjada. Així es forma, a la base del forn, un bloc incandescent essencialment constituït de ferro: el masser.
El martinet és la tercera part i l'eina característica de la farga. Mogut per la força de l'aigua, servia per a dues operacions: 	
- per a fracturar la mena[5] abans d'introduir-la al forn (una capa de mena, una capa de carbó...)
- per forjar el metall obtingut: a la sortida del forn, el masser és modelat pel martinet. Això permetia d'eliminar les escòries i de millorar les qualitats mecàniques del metall.

La producció de vuit tones de ferro consumia trenta tones de mena i cinquanta de carbó.
El ferro batut, segons les dimensions dels perfil, rebia diferents denominacions: Verga o vergalina, emprat per a fer claus, barrot, barres grosses quadrades de tres dits, llauna o barra, de tres dits d'ample i un de gruix, i cairal, quadrat d'un dit. Els perfils brillants i amb acabat rectificat rebien el nom de plata.
A Catalunya va florir una brillant indústria siderúrgica transformadora, que amb les lògiques desviacions que exigeixen els temps moderns, encara perdura. Les principals indústries derivades de la farga catalana foren, entre d'altres, les d'armes portàtils, claus, reixes, béns d'equip, etc. Els productes manufacturats per la indústria transformadora proveïen el mercat del país i eren motiu d'exportació, també cap a Amèrica. La farga catalana va tenir importància durant l'edat mitjana, però al segle xix va anar en declivi. Aquest sistema es va estendre molt per tot Europa i, a Catalunya, es va estendre sobretot per la Vallferrera, el Llobregat, el Freser, el Ter i al Vallespir.

## Menerons, carboners i traginers
Per a obtenir ferro eren necessaris diversos elements imprescindibles; en primer lloc, jaciments de minerals de ferro o meners, i segonament grans extensions de boscos per a obtenir carbó vegetal i aigua abundant per tal de moure els ginys de les fargues: les trompes i les rodes hidràuliques. L'activitat econòmica que es desenvolupava entorn d'una sola farga era ingent. Al llarg del segle xviii ocupava una vuitantena de persones, entre fargaires, menerons, carboners i traginers, sense comptar els manufacturers de la vila, als quals es proveïa el ferro fargat i estirat per a transformar-lo en claus, armes, serralleria, eines del camp, etc. Aquests, al seu torn contractaven els traginers per a vendre llurs productes arreu.

## La farga

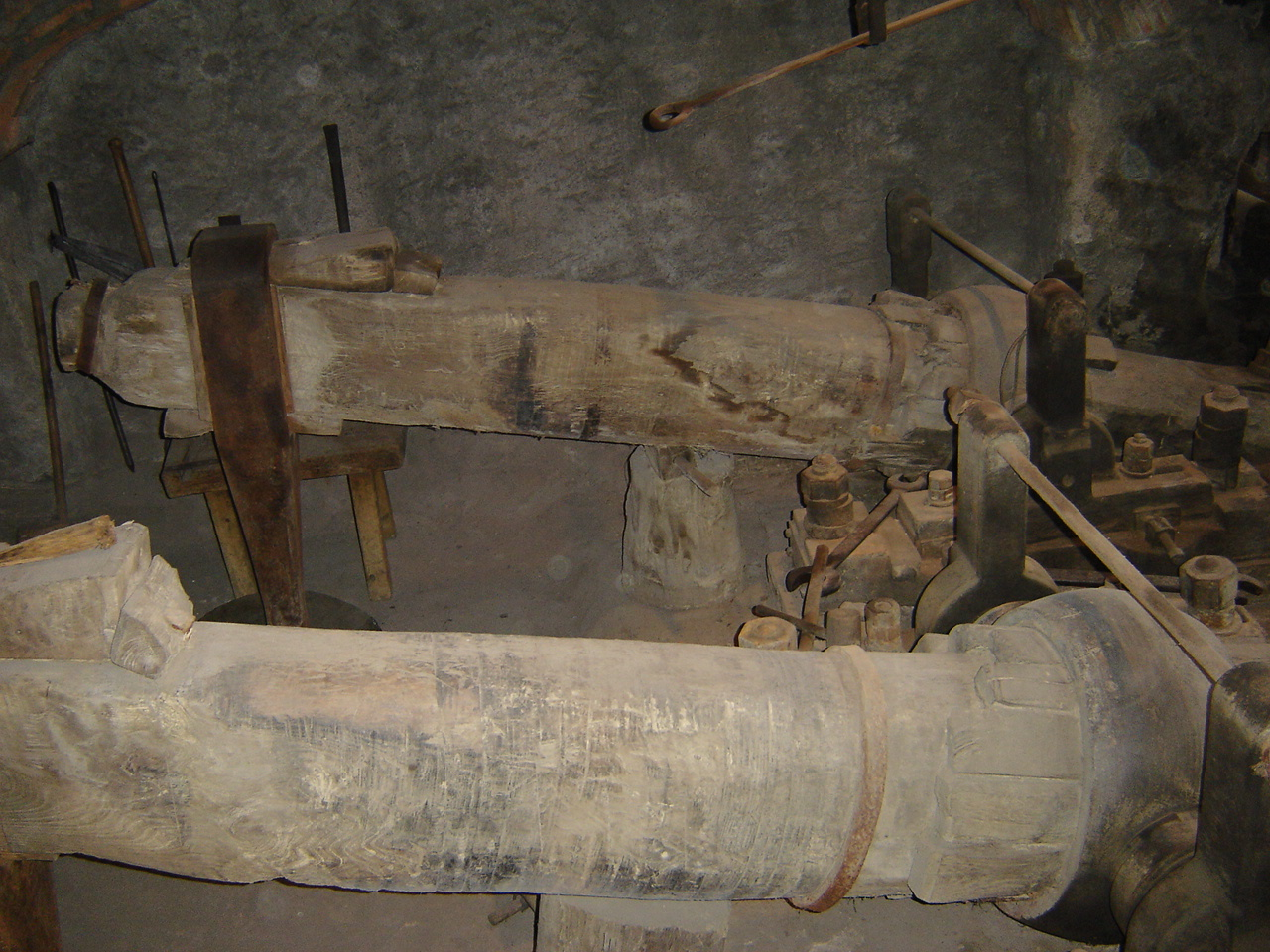
Martinets. Farga Palau.

Els elements claus d'una farga catalana eren les trompes que proporcionaven aire, el forn on es reduïa la mena i el martinet de fargar. Aquests elements, sumats al procediment per a l'obtenció del ferro en el forn, varen aconseguir un producte d'una qualitat insuperable reconeguda a tot el món com a procediment català o ferro de farga catalana.
Totes les fargues disposaven d'un martinet de fargar i quasi totes d'un altre martinet, el d'estirar. El primer servia per expulsar les escòries del masser en sortir del forn i compactar-lo per després dividir-lo mitjançant talls en formes de lingots: massoques i massoquetes. El segon es feia servir per estirar els lingots fargats, escalfats al roig en la fornal i estirar-los a cops de mall fins a obtenir diferents tipus de barres de ferro.

## Del ferro a la manufactura. Ferrers, clavetaires i armers
El ferrer elaborava formes de ferro a voluntat mitjançant la forja: escalfament de la peça de ferro a treballar per poder modelar-la a cops de martell. També practicava la soldadura: posant roents dues peces metàl·liques que, posades en contacte per les cares a unir, s'hi donava un seguit de martellades fins que s'aconseguia una soldadura perfecta. El ferrer també modificava les propietats de l'acer provinent de la farga catalana. Mitjançant el tremp, que consisteix a escalfar la peça a la fornal superant els 700 °C per sobtadament, submergir-la a l'aigua, s'aconsegueix un canvi de duresa en l'acer. El tremp s'aplicava al tall de les eines. La peça emblemàtica del ferrer era l'enclusa; allà s'hi forjava i se soldava. A la fornal, s'hi escalfaven les peces a manufacturar mitjançant la combustió de carbó vegetal atiat per l'aire subministrat per manxes manuals.
Degut a l'augment de les comandes de claus, la seva producció es va anar especialitzant de manera que les úniques persones dedicades exclusivament a fer-ne van ser els clavetaires. Un taller de claus o botiga, com en deien a Ripoll, podia produir a finals del xviii en un mes entre 50.000 i 60.000 claus de diferents classes i mides.
A la vila de Ripoll, des de l'època medieval es forjaven tot tipus d'eines pel camp i armes com destrals, espases, punyals, puntes de fletxes o ballestes. La fabricació d'armes de foc entra en escena durant el segle xvi i creix de la mateixa manera que tot el sector metal·lúrgic de la comarca i de la vila de Ripoll durant els segles xvii i XVIII. La producció de tota classe d'armes per abastir el mercat era espectacular: l'any 1770 hi ha registrada una comanda de 6.000 pistoles; el 1771, 8.000 fusells; el 1772, 4.000 escopetes i 8.000 fusells, tots destinats als exèrcits; a part s'hi ha d'afegir els encàrrecs de particulars.

## La singularitat de la farga catalana: les trompes

Esbós d'una trompa hidràulica amb el nom dels seus diferents elements

La farga catalana va anar incorporant un seguit de millores que van repercutir en el procés de reducció del ferro i en la seva qualitat. La principal aportació va ser la substitució de les manxes de cuir per insuflar aire al forn per les trompes d'aigua. La trompa d'aigua és un enginyós artefacte utilitzat a Itàlia des de l'any 1640 que es va difondre pels Pirineus a finals del segle xvii. Aquest canvi innovador va aportar un flux d'aire constant i una pressió per la sortida de la tovera regulable, així com un percentatge d'humitat en l'aire expulsat per la tovera que ajudava a esponjar la mena. Una altra millora va ser, a mitjan segle xviii, un manòmetre al tub de sortida de la caixa de vents per regular la pressió amb exactitud. Un altre factor, sense datar i que va contribuir a la millora de l'obtenció de ferro, va ser un nou sistema de construcció de les parets interiors del forn, és a dir, en el gresol, substituint els carreus relligats amb calç per planxes de ferro a l'ore, al lleteriol i a les porgues i peces ceràmiques a la part de la cava.

## Els treballadors de la farga catalana
A una farga catalana, al segle xviii, hi treballaven normalment unes deu persones, vuit s'encarregaven del procés metal·lúrgic i les dues restants dels contactes externs. El fargaire o mestre fargador i el seu ajudant construïen el forn segons els seus criteris i en feien el seu manteniment. S'encarregaven del bon funcionament de les trompes d'aigua i del bon estat de la tovera. També controlaven les quantitats de carbó, de mena i de grillada, que s'abocaven al forn i de la qualitat del ferro que es volia aconseguir. Conjuntament amb el maller extreien el masser del forn i el giravoltaven sota el mall del martinet per expulsar la resta d'escòria.
El maller i el seu ajudant s'encarregaven de la part mecànica de la roda hidràulica i del martinet, del mall i de l'enclusa, i d'ajudar a remoure el masser sota el mall; conjuntament amb el fargaire i el seu ajudant, controlava el ritme dels cops de mall mitjançant la comporta de la roda hidràulica. Finalitzada l'extracció de les escòries del masser, s'encarregaven de tallar-lo en quatre parts anomenades massoquetes. El picamener es feia càrrec de trossejar la mena a cops de mall o de martell per després fer-ne dues parts, la grillada i la mena. Si la mena que arribava a la farga era massa compacta, la posava al foc per després deixar-la reposar un temps a la intempèrie perquè s'hidratés i es tornés porosa.
Dos foguers, amb els seus respectius ajudants, s'ocupaven de tot el procediment de reducció que es duia a terme al forn, així com de mantenir al roig el foc de la fornal per conservar escalfades les massoques i les massoquetes.
El personal extern estava format per l'administrador i l'encarregat. L'administrador s'encarregava de la part comercial i econòmica; treballava pel propietari arrendador de la farga o pel fargaire. L'encarregat o ferrer tenia la responsabilitat de l'abastiment del carbó i de la mena, així com de la distribució als clients del ferro fargat o estirat.

## La crisi de la farga catalana
Tot un seguit de circumstàncies polítiques, econòmiques i tecnològiques van provocar el final de l'estructura productiva i comercial basada en la metal·lúrgia del ferro que s'havia anat consolidant a la comarca del Ripollès durant els segles XVI, XVII i XVIII.
La primera contrarietat va esdevenir l'any 1794 mitjançant un decret del govern espanyol per a la creació de noves indústries d'armes a Oviedo, Trubia, Grado i Mieres, desplaçant la producció d'armes lluny de l'accessibilitat de l'exèrcit revolucionari francès.
La segona escomesa la patiren els clavetaires al començament del segle xix amb l'arribada de ferro i claus francesos, suecs i russos als ports de Catalunya amb una qualitat semblant a l'aconseguida al Ripollès i a uns preus massa baixos per poder-hi competir. Més tard, la primera guerra carlina i el seu desenllaç, l'any 1839, deixaren arrasada la totalitat de la vila de Ripoll. Els carlins defensors de l'Antic Règim es varen fer forts a Ripoll, Berga i Solsona, on van rebre el suport dels artesans i petits propietaris agrícoles que volien continuar amb les formes tradicionals de producció, i de l'Església que veia perillar els seus privilegis i les seves propietats, mentre que els liberals defensaven, en teoria, els principis de la nova societat burgesa sorgida de la Il·lustració i dels canvis revolucionaris.
Tots aquests fets varen provocar el trencament definitiu de l'entramat interdependent metal·lúrgic de la comarca.
Altres factors que van influir en el tancament de les fargues al Ripollès van ser l'escassetat de boscos propers per a carbonar i, en conseqüència, l'encariment del carbó vegetal, així com la falta d'inversions per millorar les deficients xarxes de comunicació amb les grans ciutats.
Malgrat que la producció de ferro a la comarca del Ripollès es va quasi aturar pels motius ja esmentats, a la resta de Catalunya se seguí utilitzant el mètode català per a l'obtenció de ferro o acer. Les fargues varen continuar subsistint al llarg del segle xix gràcies a la qualitat i la puresa del ferro obtingut, molt baix en contingut de fòsfor i de carboni i cap resta de sofre, com també una homogeneïtat excepcional, aspectes que el ferro colat d'un alt forn no va poder aconseguir fins a la utilització dels sistemes Bessemer i Martin Siemens.